# Marsdenia bergii
Marsdenia bergii är en oleanderväxtart som beskrevs av G. Morillo. Marsdenia bergii ingår i släktet Marsdenia och familjen oleanderväxter. Inga underarter finns listade i Catalogue of Life.